# Diplognatha viridula
Diplognatha viridula är en skalbaggsart som beskrevs av Oliver Erichson Janson 1877. Diplognatha viridula ingår i släktet Diplognatha och familjen Cetoniidae. Inga underarter finns listade i Catalogue of Life.